# محمد النصف
محمد جاسم النصف (4 أكتوبر 1994) لاعب كرة قدم بحريني يلعب حاليا لصالح نادي الدرجة الأولى الحد البحريني في مركز الوسط المدافع من 2012 كما يجيد اللعب في مركز الوسط المحوري.

## الإنجازات
- الدرجة الأولى (1): 2016
- كأس ملك البحرين (1): 2015